# I am xxx
GLAY的第41張單曲，2009年5月25日發行。

## 簡介
- 這張單曲的發行日『5月25日』剛好是GLAY出道15週年的紀念日。
- 一般日本唱片的發行日都是在每週星期三，但為了配合15週年的紀念日而選在星期二發行。因此銷售量的統計時間縮短，最終只獲得單曲榜第2名。
- 分為『初回限定盤』和『普通盤』2種，『普通盤』的第4首曲目「THE GREAT VACATION VOL.1（預告篇）」之後有2首隱藏曲目「TWO BELL SILENCE」、「一切，都是愛 -Lavie d'une petite fille-」，隨機收錄其中1首。『普通盤』有發行台壓版。

## 收錄曲

### CD
1. I am xxx
電影『最後的吸血鬼』主題曲。
2. 冬季異鄉人 (THE GREAT VACATION -extra- Live ver.)
TAKURO為MISIA寫的歌曲，GLAY翻唱。
3. I am xxx (Instrumental)
4. THE GREAT VACATION VOL.1（預告篇）

### DVD （初回限定盤）
收錄2009年4月舉辦的Member Produce LIVE的影像。
DVD GLAY Member Produce Live 2009 THE GREAT VACATION -extra- 
1. SAY YOUR DREAM
4/9　NHK HALL（TAKURO Produce「10years〜往後的10年〜」）
2. HIGHCOMMUNICATIONS
4/13　STUDIO COAST（TERU Produce「BOYS ONLY NIGHT」）
3. a Boy〜一直無法忘懷〜
4/15　大阪厚生年金會館大 HALL（JIRO Produce「OSAKA CRUSH NIGHT!!」）
4. MIRROR
4/17　Differ有明（HISASHI Produce「RESONANCE Vol.2」）

## 收錄專輯
- THE GREAT VACATION VOL.1 〜SUPER BEST OF GLAY〜
- rare collectives vol.4